# Лидија Кодрич
Лидија Кодрич (Марибор, 1944) словеначка је и југословенска певачице забавне музике. Била је једна од великих музичких звезда и шоу програма у бившој Југославији. У време пре настанка групе АББА она је била члан квартета Оне и они чија популарност је била велика и ван граница тадашње државе.

## Биографија
Лидија Кодрич рођена је у Марибору (Словенија) 1944. године.
Као певачица најпознатија је као чланица квартета Оне и они, коју су, осим Лидије, чинили Далиборка Стојшић, Миња Субота и Жарко Данчуо. Група Оне и они је, осим у Југославији, била изузетно популарна и у Совјетском Савезу. Турнеје су трајале по неколико месеци, а о њиховој популарности сведоче бројни снимци. Осим са групом, Лидија је наступала и самостално. Била је гост Дени Кеја и других звезда широм Европе.
Последње по чему је памти српска публика су песме из култног филма и серије Балкан експрес, у коме је, у другом делу филма, отпевала неколико сонгова.
Лидија Кодрич је осамдесетих година, наизглед изненада, нестала са музичке сцене. Преселила се у Марибор због свог сина, који се налази у Заводу Дорнава поред Птуја. Дечак је рођен са сметњама у развоју, због недостатка кисеоника приликом порођаја. Дечаков отац их је напустио и Лидија је остала самохрана мајка. Свој живот је посветила сину, занемаривши певачку каријеру. Пева повремено и даље, најчешће у хуманитарне сврхе.

## Фестивали
Словенске попевке:
- Там за горо / Врни ми, '62
- Час бежи / Моја пунчка ин јаз, '63
- Кар с друго плеши твист, '65
- Љубезен је некај другега, '66
- Викинги, награда за најбољи текст, '67
- Свет в цветју, '68
- Неизпета мелодија, прва награда публике, '69
- Ти си мој прави чловек (са групом Беле вране), друга награда стручног жирија, '70
- Ева ин лојзе, '71 (са групом Млади леви)
- Нама, '73
- Љубљана моја, моја младост, 2008

Опатија:
- Стара глазбила (алтернација са Радмилом Микић), '67
- Место младих (алтернација са Белим вранама), прва награда жирија, '68

Омладина, Суботица:
- Тебе волим, '69

Београдско пролеће:
- Желим, желим (са ВИС Џентлмени), '70
- Што је баби мило (са групом Оне и они), '71
- Зови ме телефоном / Дуга, топла ноћ, (Вече ретроспективе - највећих хитова са фестивала Београдско пролеће), '88

Скопље:
- Еј, ти, '70
- Кажи ми, кажи (са групом Оне и они), '72

Сплит:
- Шта да чиним кад сам фурешт (са групом Оне и они), '72

Фестивал ЈНА:
- Поноћна патрола (са групом Оне и они), прва награда фестивала, '71
- Море и морнари (са групом Оне и они), прва награда фестивала, '72

Песма лета:
- Кад бих имала пара, '70

Загреб:
- Веш си мој, '70

Словенски шансон:
- Мој коледар, 2005

Фестивал наречних попевк, Марибор:
- Форца, фешта!, најбоља песма по избору стручног жирија, 2006

## Занимљивости
Једно време била је у вези са Бобом Стефановићем, који је такође био члан квартета Оне и Они, пре него што га је на том месту заменио Жарко Данчуо.

## Дискографија

### Синглови
- Dekle ki pravi Ne - Дјевојка која каже не (ПГП РТБ, 1967)
- Kdor živi rad v miru - Онај ко воли да живи у миру (Југотон, 1968)
- Опатија 68 - дует са Елдом вилер ‎(ПГП РТБ, 1968)
- Ако ме не волиш / Пати срце моје ‎(Југотон, 1972)
- Кабаре / Медовый Калач / Люби Меня / Снежинка - Кабаре / Медени Колач / Љуби ме / Пахуљица (Мелодия, 1973)
- Ансамбл Саше Суботе - Лидија Кодрич (Мелодия, 1974)
- Мој прозор ‎(РТВ Љубљана, 1975)

### Албуми
- Голоса Югославии (Ансамбл Саше Суботе) - Гласови Југославије (Мелодия, 1975)
- Zopet Sem Zaljubljena - Опет сам заљубљена (Založba kaset in plošč Radiotelevizije Slovenija, 2001)[3]

### Сонгови из филма Балкан Експрес 2
- Сва моја лутања (соло)
- Та твоја Мунт хармоника (заједно са Аницом Добром, Александром Берчеком и Растком Чукићем)
- Кад би срећа знала (соло)
- Шуби Дуби (дует са Аницом Добром)
- Иде вече (соло)
- Далеке јецају звезде (дует са Аницом Добром)[4]